# Оловоорганические соединения
Оловооргани́ческие соедине́ния — элементоорганические соединения, в молекулах которых присутствует непосредственная химическая связь между атомами олова и углерода. Существуют оловоорганические соединения, в которых олово находится как в двухвалентном, так и четырёхвалентном состоянии.

## Методы синтеза
- Алкилирование хлорида олова(II) алкиллитием:

{\displaystyle {\ce {C2H5Li + SnCl2 -> (C2H5)2Sn + 2LiCl}}}.
- Алкилирование тетрахлорида олова реактивом Гриньяра:

{\displaystyle {\ce {SnCl4 + 4RMgCl = R4Sn + MgCl2}}}, {\displaystyle {\ce {R}}} — органический радикал.
- Основной промышленный метод — через алюминийорганические соединения в присутствии диэтилового эфира:

{\displaystyle {\ce {4R3Al + 3SnCl4 = 3R4Sn + 4AlCl3}}}, {\displaystyle {\ce {R}}} — органический радикал.
- Алкилированием станнанов.

## Типы
Основной тип оловоорганических соединений — соединения четырёхвалентного олова, имеющие вид {\displaystyle {\ce {R4Sn}}}, где {\displaystyle {\ce {R}}} — алкил, фенил, другая арильная группа, но это может быть атом галогена, атом водорода, остаток органической кислоты, цианогруппа, нитрогруппа, роданогруппа, или гидроксильная группа. Для оловоорганического соединения необходимо, чтобы хотя бы одна связь была непосредственно с атомом углерода, например, углеводородного радикала, таким как фенильная или алкильная группа.
То же самое относится к органическим соединениям двухвалентного олова.

## Физические свойства
Большинство соединений ряда тетраалкилолова и тетраарилолова — вязкие жидкости, высшие гомологи — твердые.

## Физиологическое действие и биологическая роль
Короткоцепочечные соединения тетраалкилолова и тетраариловлова, как и станнаны, весьма ядовиты, вызывая раздражение дыхательных путей и кожи. Длинноцепочечные — вызывают раздражение только в высоких концентрациях.
Некоторые ферменты, например, гастрин содержат в активном центре олово.1 Архивная копия от 6 июня 2009 на Wayback Machine
Могут быть ототоксичны (ухудшают слух).

## Химические свойства
Основными реакциями являются:
- Окисление:

{\displaystyle {\ce {Sn(CH3)4 + 8O2 -> SnO2 + 4CO2 + 6H2O}}}.
- Полимеризация или олигомеризация по двойной связи:

{\displaystyle {\ce {nSnO(C2H5)2->{[Sn(C2H5)2O]_{n}}}}}.
- Полимеризация соединений двухвалентного олова:

{\displaystyle {\ce {nSn(CH3)2->{[-Sn(CH3)2-]_{n}}}}}.

## Применение
Триалкилхлоролово и трифенилхлоролово используются в качестве ядохимикатов, как и ацетат трифенилолова. Полистаннаны, полидиалкилолово, полимер оксида диалкилолова используются для сополимеризации со многими органическими веществами и получения ряда плёнкообразующих материалов, эпоксидных смол, лаков, красок, эмалей, прочих продуктов органического синтеза. Трибутилхлоролово многие годы использовалось как основной компонент покрытия корпусов морских судов для препятствования обрастанию водными организмами. В настоящее время его применение запрещено из-за большой токсичности для водных экосистем.